# Símfisi púbica
La símfisi púbica és el cartílag de la línia mitjana conjunta (cartilaginosa secundària) que uneix les branques superiors de l'os del pubis esquerre i dret. Es troba per davant de la bufeta urinària i superior als genitals externs, per a les dones està per sobre de la vulva i per als homes està per sobre del penis. En els homes, el lligament suspensor del penis, se subjecta a la símfisi del pubis. En les dones, la símfisi púbica està íntimament a prop del clítoris i és lleugerament mòbil per a facilitar el part

## Estructura

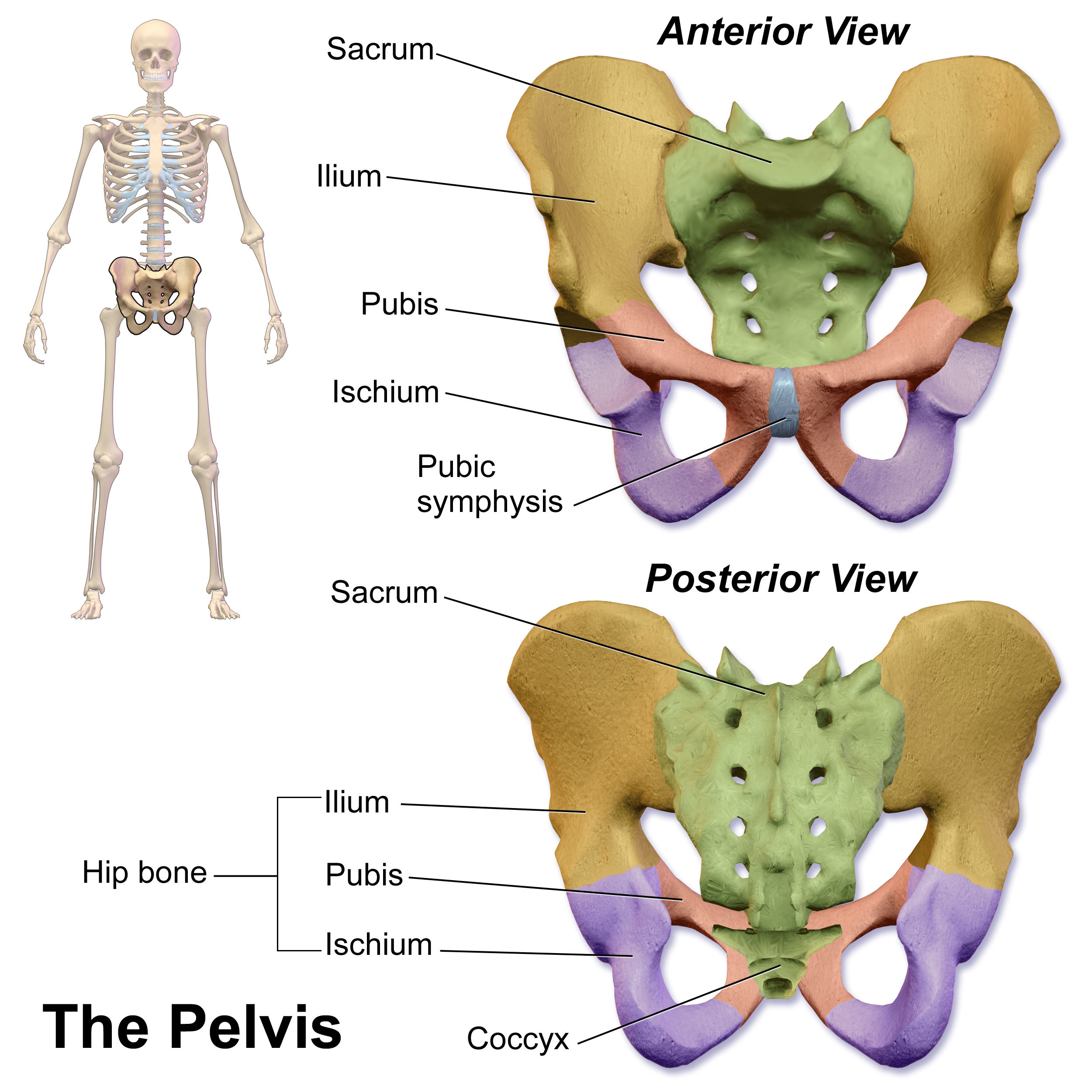

La sínfisi pubiana és una articulació amfiartrodial no sinovial. L'amplada de la símfisi pubiana a la part davantera és de 3-5 mm més gran que la seva amplada a la part posterior. Aquesta articulació està connectada per fibrocartílag i pot contenir una cavitat plena de fluids; el centre és avascular, possiblement a causa de la naturalesa de les forces compressives que passen per aquesta articulació, que pot provocar una malaltia vascular nociva. Els extrems dels dos ossos pubis estan coberts per una fina capa de cartílag hialí unit al fibrocartílag. El disc fibrocartilaginós està reforçat per una sèrie de lligaments. Aquests lligaments s'aferren al disc fibrocartilaginós fins al punt que les fibres s'entrellacen amb ell.
Aquests dos lligaments són el lligament púbic superior i el lligament púbic inferior, que proporcionen més estabilitat; els lligaments anterior i posterior són més febles. El lligament superior fort i més gruixut es veu reforçat pels tendons del múscul del recte abdominis, el múscul oblic extern extern, el múscul gracilis i els músculs del maluc. El lligament púbic superior connecta els dos ossos púbics superior, estenent-se lateralment fins als tubercles pubis. El lligament inferior a l'arc púbic també es coneix com a lligament púbic arcat o lligament subpúblic; és un arc triangular gruixut de fibres lligamentoses que uneix els dos ossos pubis que hi ha a sota i que forma el límit superior de l'arc púbic. Per sobre, es barreja amb la làmina fibrocartilaginosa interpúbica; lateralment, està unit al rami inferior dels ossos pubis ; a sota, és lliure i està separat de la fàscia del diafragma urogenital per una obertura a través de la qual passa la vena dorsal profunda del penis a la pelvis.

## Galeria

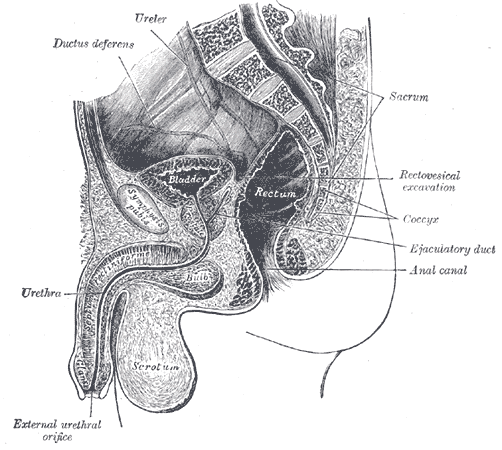
Secció sagital mitjana de la pelvis masculina
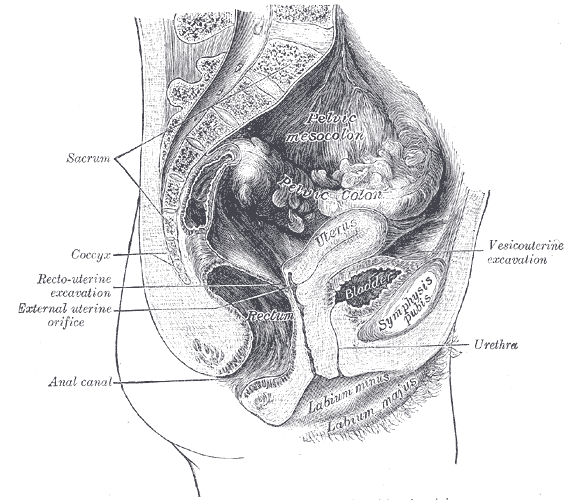
Secció sagital mitjana de la pelvis femenina
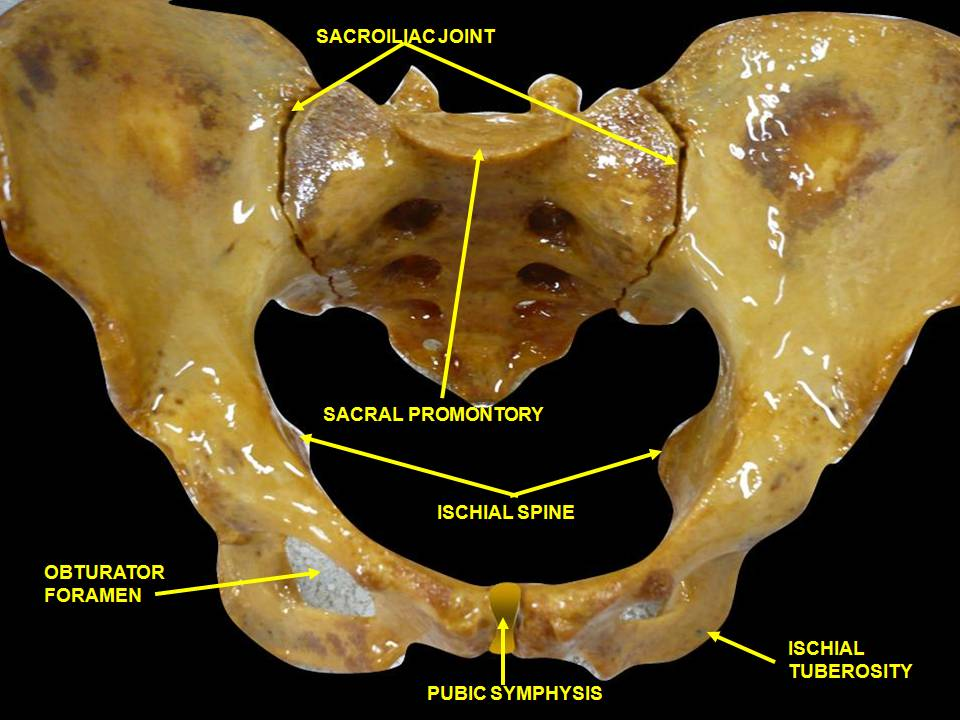
Vista anterior de la pelvis corporal des d'una dissecció de Símfisi púbica